# 오랑캐장구채
오랑캐장구채(Silene repens)는 오랑캐대나물, 흰대나물, 가지대나물이라고도 부르는 석죽과의 여러해살이풀이다.

## 특성
백두산의 해발 1,500미터 지점부터 2,000미터 지점 수목한계선 부근의 습한 지역 냇가 부근에서 잘 자란다. 백두산의 장백폭포 밑 유황온천 지역의 풀밭가나 천지 주변의 습한 곳에서도 볼 수 있으며 여러 그루가 한데 같이 모여 자란다. 백두산 이외에 함경도 포태산 등의 산꼭대기 부근에서도 잘 자란다.
줄기에 비해 꽃이 비정상적으로 큰 편이며 꽃보다는 꽃의 퉁부가 볼록하고 긴 타원형이다. 높이 12-25센티미터 정도까지 자란다. 뿌리가 대단히 길고 굵으며 한 뿌리에서 1-5개의 원줄기가 나온다. 원줄기는 녹색이며 털이 없고 부분적으로 자주빛이 돈다. 줄기에서 나는 잎의 1-3쌍은 밑부분이 다소 합생하고 길이 2.3-9.5센티미터, 너비 0.2-0.3센티미터 정도되며 선형이다.
7-8월에 흰 꽃이 피는데 윗부분의 잎자루와 줄기가 겨드랑이에서 1~2개씩 나와 전체 모양이 술 모양과 비슷하게 된다. 작은 꽃자루는 길이 0.4-2센티미터 정도로서 녹색이거나 자줏빛이 돌고 소포는 선형이며 젖혀진다. 9월에 삭과가 열리는데 삭과는 긴 타원형이며 다섯 개로 갈라진다. 씨는 흑갈색이고 다소 둥글며 표면에 작은 돌기가 있다.

## 용도
식용, 관상용, 약용 등으로 쓰여 어린순을 나물로 먹으며 환단에 관상초로 심기도 한다. 민간에서는 풀 전체를 정혈, 최유 등에 다른 약재와 같이 처방하여 쓴다.